# Krystyna Domańska-Maćkowiak
Krystyna Domańska-Maćkowiak (ur. 22 stycznia 1936 w Berlinie, zm. 13 lipca 2021) – polska muzykolog, profesor chóralistyki, wykładowca Akademii Muzycznej w Poznaniu.

## Życiorys
Urodziła się w Berlinie, gdzie jej ojciec Władysław był dyrektorem polskiego biura podróży Orbis a matka Agnieszka sekretarką w polskim konsulacie. Rodzina została ewakuowana w ostatnich dniach sierpnia 1939 do Warszawy. 
W wyniku działań II wojny światowej została oddzielona od swojej rodziny, często zmieniała miejsce przebywania (od Berlina po teren obecnej Białorusi).  Po zakończeniu wojny z odnalezioną rodziną zamieszkała w Poznaniu. Tu ukończyła szkołę podstawową i rozpoczęła naukę w Liceum Pedagogicznym dla Wychowawczyń Przedszkoli.
Szkolenie muzyczne rozpoczęła za radą nauczycielki Kunegundy Gettler w Społecznym Ognisku Muzycznym dla Dorosłych. Równocześnie zapisała się do chóru parafialnego przy kościele św. Marcina w Poznaniu, gdzie dyrygentem był Marian Nagórski, za jego namową odbyła przesłuchanie u profesora Edmunda Maćkowiaka.

## Kariera zawodowa
W 1959 roku zdobyła dyplom Akademii Muzycznej w Poznaniu. Jeszcze w trakcie studiów przejęła na kilka lat dyrygenturę chóru parafii św. Wojciecha w Poznaniu.
Od 1961 roku zatrudniona w Akademii Muzycznej w Poznaniu jako asystentka profesora Edmunda Maćkowiaka, który wówczas prowadził uczelniany chór mieszany. W tym samym roku rozpoczęła także pracę w Punkcie Konsultacyjnym dla nauczycieli bez wyższego wykształcenia z tzw. Ziem Odzyskanych. 
W latach 1980–1990 pełniła funkcję prodziekana do spraw dydaktycznych na Akademii Muzycznej w Poznaniu. Od 1998 kierownik Zakładu Muzyki Kościelnej, który to sama powołała.
W trakcie swojej wieloletniej pracy prowadziła chór uczelniany i wydziałowy.
Od 1972 pełniła funkcję dyrektora artystycznego I okręgu miasta Poznań, a od 1988 Wielkopolski.

## Życie prywatne
Była żoną profesora Edmunda Maćkowiaka. Pochowana na Cmentarzu Junikowo w Poznaniu.

## Prowadzone chóry
- w latach 1968–1972 Szczeciński Chór Kameralny Związku Nauczycielstwa Polskiego,
- w latach 1984–2016 chór Świętomarciński,
- w latach 1969–2004 chór żeński "Sonantes" przy Akademii Ekonomicznej w Poznaniu,

## Źródła
- Prof. Krystyna Domańska-Maćkowiak, [w:] baza „Ludzie nauki” portalu Nauka Polska (OPI PIB) [dostęp 2020-06-23].,
- GUŁTOWSKIE ZESZYTY HISTORYCZNE. Prof. Edmund Maćkowiak, Zeszyt nr 1 (2016), Stowarzyszenie Historyczno-Kulturalne im. hrabiego Adolfa Bnińskiego.